# Championnat du Paraguay de football 1959
Navigation
Édition précédente Édition suivante
La saison 1959 du Championnat du Paraguay de football est la quarante-huitième édition de la Primera División, le championnat de première division au Paraguay. Les dix meilleurs clubs du pays disputent la compétition, sous forme d'une poule unique où chaque équipe rencontre deux fois ses adversaires. En fin de saison, le dernier du classement est relégué et remplacé par le champion de deuxième division.
C'est le Club Olimpia, tenant du titre, qui est à nouveau sacré champion cette saison après avoir terminé -invaincu- en tête du classement final, avec neuf points d'avance sur Cerro Porteño et quinze sur le Club Sportivo Luqueño. C'est le dix-septième titre de champion du Paraguay de l’histoire du club.
Cette saison est historique puisque le champion du paraguay se qualifie pour la première fois pour une compétition continentale, la Copa Libertadores, dont l'édition inaugurale est organisée l'année suivante. Ramon Rodriguez est le meilleur buteur du championnat avec 17 buts.

## Les clubs participants
| - Club Guaraní - Cerro Porteño - Club Olimpia - Club Sol de América - Club Sportivo Luqueño - Club Libertad - Club River Plate - Club Presidente Hayes - Promu de División Intermedia - General Caballero SC - Promu de División Intermedia - Club Nacional |

## Compétition

### Classement
| Rang | Équipe                 | Pts | J  | G  | N | P | Bp | Bc | Diff |
| ---- | ---------------------- | --- | -- | -- | - | - | -- | -- | ---- |
| 1    | 'Club Olimpia'T        | 33  | 18 | 15 | 3 | 0 |    |    |      |
| 2    | Cerro Porteño          | 24  | 18 |    |   |   |    |    |      |
| 3    | Club Sportivo Luqueño  | 18  | 18 |    |   |   |    |    |      |
| 4    | Club Libertad          | 17  | 14 |    |   |   |    |    |      |
|      | General Caballero SCP  | 17  | 18 |    |   |   |    |    |      |
|      | Club Sol de América    | 17  | 18 |    |   |   |    |    |      |
| 7    | Club Guaraní           | 16  | 18 |    |   |   |    |    |      |
| 8    | Club River Plate       | 14  | 18 |    |   |   |    |    |      |
| 9    | Club Nacional          | 13  | 18 |    |   |   |    |    |      |
| 10   | Club Presidente HayesP | 11  | 18 |    |   |   |    |    |      |

| Légende : Qualifications et relégations | Légende : Qualifications et relégations           |
| --------------------------------------- | ------------------------------------------------- |
|                                         | Qualification pour la Copa Libertadores 1960      |
|                                         | Relégation directe en Segunda División            |
|                                         | T : Tenant du titre P : Promu de Segunda División |

## Bilan de la saison
| Championnat du Paraguay de football 1959 |                          |
| Champion                                 | Club Olimpia (17e titre) |
| Qualifications continentales             |                          |
| Copa Libertadores 1960                   | Club Olimpia             |
| Promotions et relégations                |                          |
| Promus en Primera División               | Club Atlético Tembetary  |
| Relégués en Segunda División             | Club Presidente Hayes    |